# Орос Іван Васильович
Іван Васильович О́рос (нар. 19 січня 1948, Буштина) — український графік і педагог; член Спілки художників України з 1995 року.

## Біографія
Народився 19 січня 1948 року в селі Буштина (нині селище Буштино Тячівському районі Закарпатській області, Україна). 1976 року закінчив Одеський педагогічний інститут, де його викладачами були, зокрема, Давид Беккер, Олексій Лихоліт.
Протягом 1976—1991 років працював художником на Одеському художньо-виробничому комбінаті. З 1994 року — викладач Південноукраїнського педагогічного університу. Мешкає в Одесі.

## Творчість
Працює у галузі станкової графіки. Використовує класичні техніки графічного зображення — офорт з акватинтою, у галузі ліричного пейзажу — переважно пастель. Серед робіт:
- «Народні гуляння» (1976);
- «Перший сніг» (1981);
- «Осінній Седнів» (1983);
- «Сільський пейзаж» (1983);
- «Дари осені» (1985);
- «Віддзеркалення. Річка Снов» (1986);
- «Берег Люстдорфа» (1992)[1];
- «Маяк. Острів Зміїний» (2000)[1];
- «Переправа на острів Кислицький» (2000);
- «Поділля. Село Буша» (2001)[1];
- «Квіти до Дня Незалежності» (2006);
- «Сині гори Карпат» (2006);
- «Дивосвіт» (2012);
- «Польові квіти» (2018);
- «Жнива» (2020);
- «Слобожанщина» (2020);
- «Квіти Одесі» (2021).

Бере участь у мистецьких виставках з 1976 року. Персональні виставки відбулися у містах Южному у 2003 році, Одесі у 2008—2009 і 2018 роках.